# شيروتي 1881
شيروتي 1881 هي علامة تجارية لدار الأزياء Cerruti التي تأسست في عام 1967 في باريس من قبل المصمم الإيطالي ومنتجة الأزياء نينو شيروتي . سميت بـ "1881" لأن جد نينو أسس مصنع العائلة للصوف، Fratelli Cerruti Wool Mill ، في إيطاليا عام 1881.
في عام 1967 تم إطلاق علامة شيروتي Cerruti مع افتتاح المتجر الرئيسي، في 3 Place de la Madeleine في باريس، فرنسا، من أجل أن تكون أقرب إلى عاصمة الموضة العالمية. المكان هو أيضا المقر الرئيسي للشركة.
في أغسطس 2006، أصبحت الشركة ملكًا لشركة MatlinPatterson Global Advisors الأمريكية.
في ديسمبر 2010، تم الاستحواذ على الشركة من قبل شركة الملابس الصينية بالتجزئة Trinity Limited.

## التاريخ
في عام 1881، أسس جد نينو شيروتي مصنع النسيج Lanificio Fratelli Cerruti . يقع في بييلا ( بيمونتي ، إيطاليا) ، يتم استخدام المياه في المنطقة لغسل ومعالجة الصوف، والذي يتم استيراده بشكل أساسي من أستراليا وجنوب إفريقيا، وذلك لتطوير الفانيلا والتويد والكشمير والزبدة الشاش. تولى نينو شيروتي إدارة أعمال العائلة بعد وفاة والده عام 1950. لا تزال أقمشة شيروتي تنتج في نفس الورش.
تم إطلاق علامة Cerruti في عام 1967 مع مجموعة ملابس رجالية. في عام 1976، تم إنشاء خط "Cerruti Woman". قبل إنشاء علامته التجارية الخاصة في عام 1974، عمل جورجيو أرماني في باريس تحت قيادة شيروتي.
في عام 1978، أطلقت الدار أول عطر لها مع Nino Cerruti pour Homme ، تلاها العديد من العطور الأخرى لكل من الرجال والنساء مثل Fair Play في عام 1985، Cerruti 1881 pour Homme في عام 1990، Cerruti Image في عام 1998 و l'Essence de Cerruti في 2008.
في الثمانينيات، بدأ شيروتي في إنتاج الملابس للأفلام. راجع Cinema and Cerruti للحصول على التفاصيل.
في عام 1994، كان شيروتي المصمم الرسمي لسيارة سكوديريا فيراري الشهيرة. 
في أكتوبر 2000، باع Nino Cerruti علامته التجارية لمستثمرين إيطاليين  وعاد إلى الأعمال التجارية العائلية لجده، Lanificio Fratelli Cerruti ، dal 1881.  جاء مغادرته بعد استحواذ Fin.part على الشركة بالكامل.

## منتجات

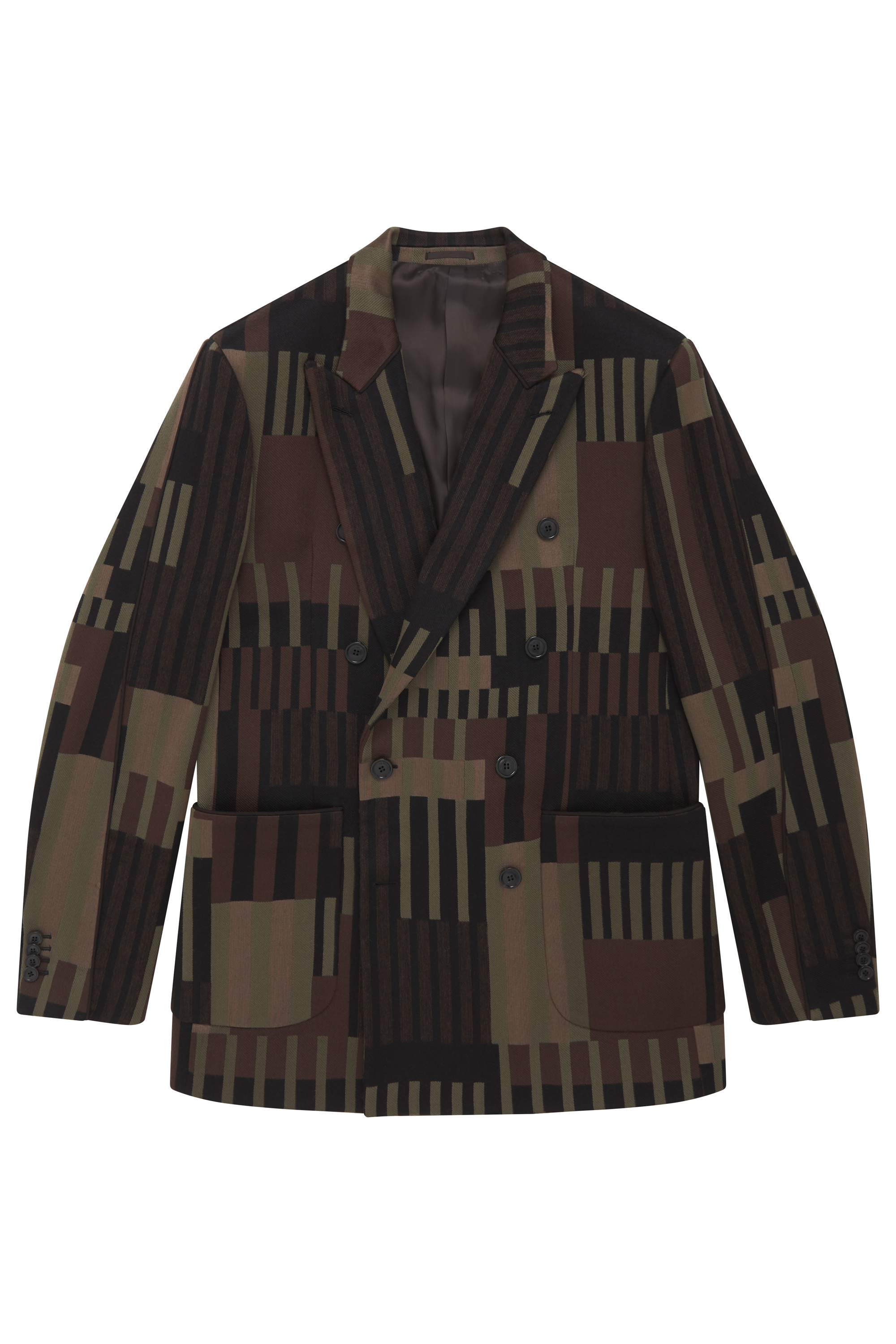
جاكيت شيروتي 1881

يقوم بيت Cerruti بتصميم وتصنيع وتوزيع وتجارة التجزئة للملابس الجاهزة الفاخرة والجينز والعطور والملابس الرياضية والسلع الجلدية والساعات والإكسسوارات. يقدم ثلاثة خطوط ، كل منها للرجال والنساء: Cerruti (الخط العلوي) ، Cerruti 1881 ( خط الانتشار ) و 18CRR81 (الملابس الرياضية). الماركات الفرعية الأخرى المتخصصة للغاية بما في ذلك Cerruti Jeans و Cerruti Parfums .
- 1978 نينو شيروتي (Nino Cerruti ) (رجالي)
- 1985 فير بلاي (Fair Play) (رجالي)
- 1987 نينو شيروتي بور فيم (Nino Cerruti pour femme) (نسائي)
- 1990 شيروتي 1881(Cerruti 1881) (رجالي)
- 1995 شيروتي 1881 (Cerruti 1881) (نسائي)
- 1998 شيروتي ايمج (Cerruti Image) (نسائي)
- 2000 شيروتي ايمج (Cerruti Image)(رجالي)
- 2002 شيروتي 1881 العنبر (Cerruti 1881 Amber) (رجالي)
- 2003 شيروتي أو ديت 1881 (Cerruti 1881 Eau d'Eté )(نسائي)
- 2004 شيروتي سي (Cerruti Sí)(رجالي)
- 2006 شيروتي 1881 - أسود (Cerruti 1881 – Black) (رجالي)
- 2006 شيروتي ١٨٨١ بور فيم - أبيض (Cerruti 1881 pour femme – White ) (نسائي)
- 2008 ليسنس دي شيروتي(L'Essence de Cerruti) (رجالي)

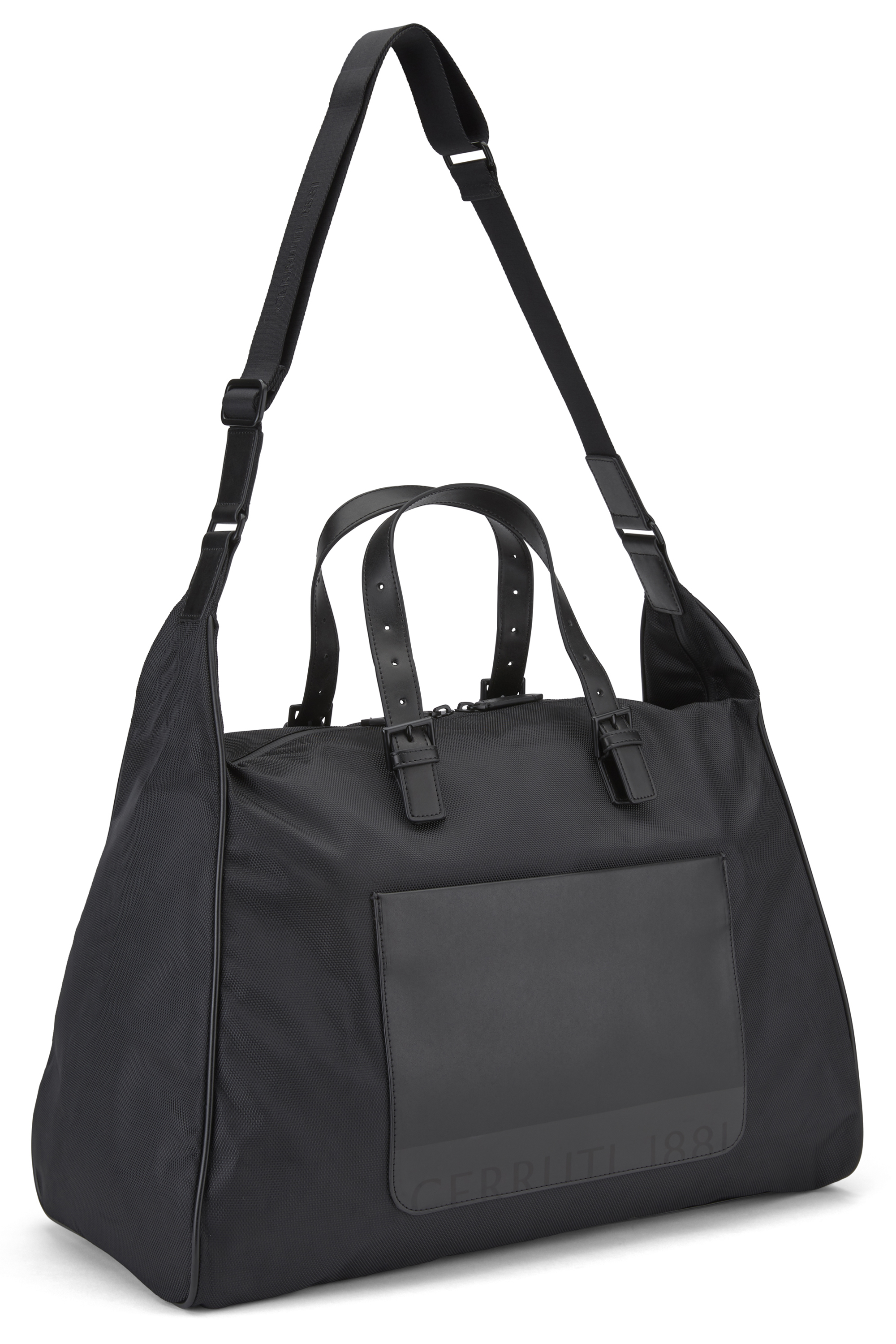
حقيبة شيروتي 1881

## المتاجر
هناك شيروتي 1881، 18CRR81 ومخازن شيروتي في جميع أنحاء العالم في ميلان، كوزنسا ، مدريد، لندن، كوالالمبور، تشيناي، ميونيخ، ستوكهولم، أثينا، برمنغهام، الرياض، موسكو، نيويورك، هونج كونج، تايبيه، جاكرتا وطوكيو من بين مواقع أخرى. بالإضافة إلى ذلك، يتم بيع الملصق من خلال حوالي 1500 بائع.

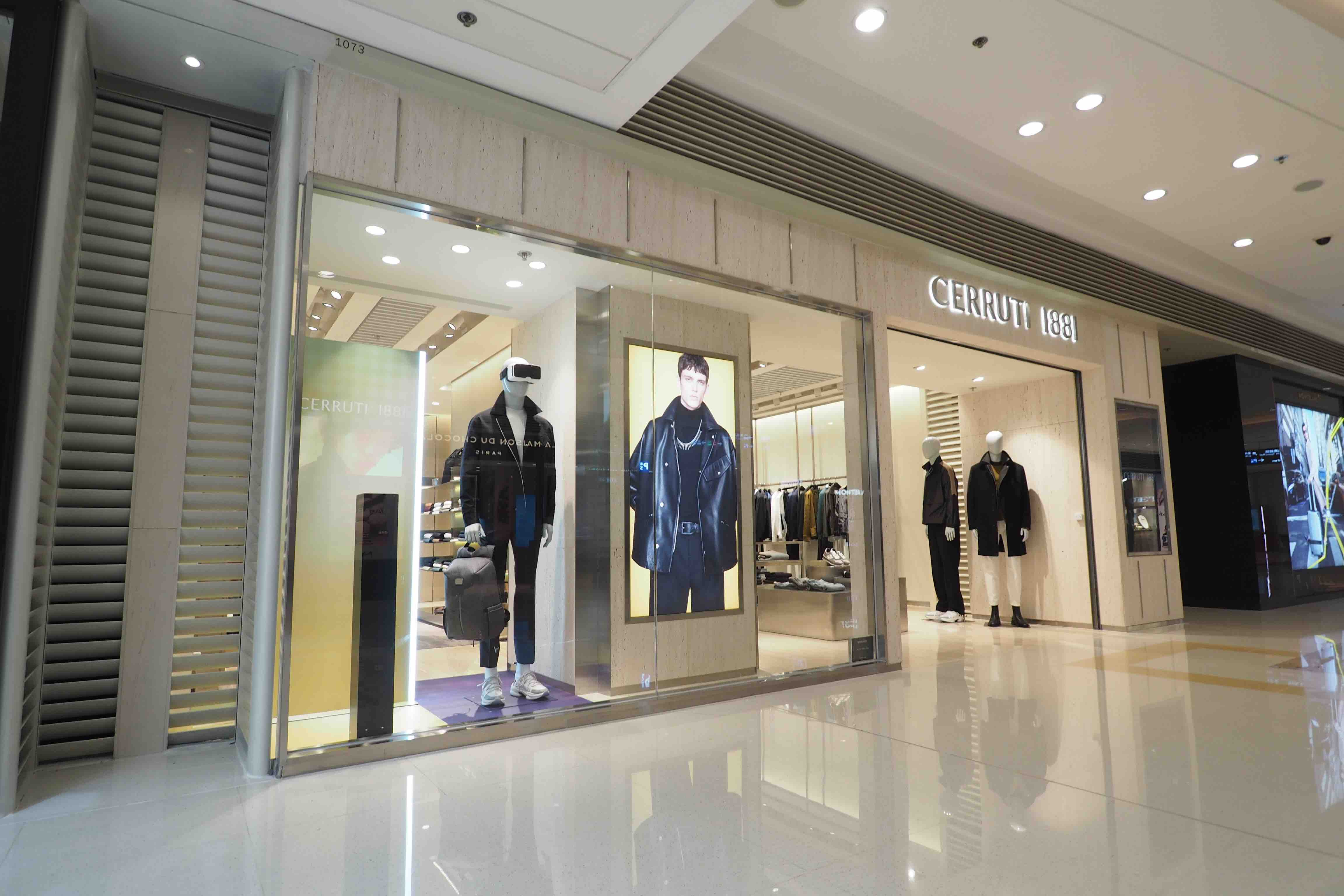
متجر Cerruti 1881 في هونغ كونغ

من يوليو 2009 إلى مايو 2010، أغلق المتجر الرئيسي في Place de la Madeleine بابه للتجديد. تم التعاقد على التصميم مع المهندس المعماري الفرنسي كريستيان بيشر . تم إطلاق الافتتاح بحضور المؤسس نينو شيروتي.[بحاجة لمصدر]
اعتبارًا من مارس 2020، أصبح لدى Cerruti 1881 78 متجرًا في 34 مدينة.
| البلد / المنطقة | الصين | الصين | فرنسا        | كازاخستان       | ماليزيا                             | تايوان                                                                                           |
| --------------- | --- | --- | ------------ | --------------- | ----------------------------------- | ------------------------------------------------------------------------------------------------ |
| مدينة           | </img> بكين </img> تشانغتشون </img> تشانغشا </img> تشنغدو </img> تشونغتشينغ </img> داليان </img> فوتشو </img> قوانغتشو </img> قوييانغ </img> هايكو </img> هاربين </img> هوهوت </img> هونج كونج </img> جينان </img> لانتشو </img> ماكاو | </img> نانتشانغ </img> تشينغداو </img> شنغهاي </img> شاوشينغ </img> شنيانغ </img> شنتشن </img> سوتشو </img> تاييوان </img> تانغشان </img> أورومكي </img> ووهان </img> شيان </img> شيامن </img> ييتشانغ </img> تشوشان | </img> باريس | </img> بافلودار | </img> كوالا لامبور </img> سيلانجور | </img> كاوشيونغ </img> تايبيه الجديدة </img> تايتشونغ </img> تايبيه </img> تاويوان </img> تاينان |

## السينما وشيروتي
ابتكر نينو شيروتي ملابس حصرية للأفلام والممثلين ، منذ أن ارتدى زي الممثل الفرنسي جان بول بيلموندو لأول مرة عام 1965. بعض مساهماته تشمل:
- - 1985 – Jewel of the Nile, Michael Douglas
  - 1987 – The Witches of Eastwick, Jack Nicholson
  - 1987 – Fatal attraction, Michael Douglas[8]
  - 1987 – Wall Street, Michael Douglas
  - 1990 – Pretty Woman, Richard Gere[9]
  - 1991 – Silence of the Lambs, Scott Glenn
  - 1992 – Basic Instinct, Michael Douglas
  - 1993 – Philadelphia, Tom Hanks
  - 1993 – Indecent Proposal, Robert Redford
  - 1994 – Prêt-à-Porter, Marcello Mastroianni[10]
  - 1997 – As good as it gets, Jack Nicholson
  - 1997 – Air Force One, Harrison Ford[11]
  - 2000 – American Psycho, Christian Bale

## الرياضة وشيروتي
استخدم شيروتي أيضًا قوة الاتصال في الرياضة وأبطالها، مرتديًا لاعبي الرياضات المختلفة:
- التزلج - إنجمار ستينمارك
- التنس - جيمي كونورز ، ماتس ويلاندر
- كرة القدم - جان بيير بابان
- سباق السيارات - جان أليسي، فريق فيراري، جيرجارت بيرغر، جاك فيلنوف، مايكل شوماخر

## روابط خارجية
- موقع رسمي